# Brandstofcelauto
Een brandstofcelauto is een elektrische auto waarin de benodigde elektriciteit wordt opgewekt door een brandstofcel.

## Brandstofcelauto
Werking brandstofcel
In beginsel lijken brandstofcellen op accu’s of batterijen. De elektrische energie komt tot stand via een chemische reactie. Alleen, een accu is slechts een opslagmedium voor elektrische energie, terwijl de brandstofcel zelf elektriciteit produceert.
Over het algemeen werkt de brandstofcel op pure waterstof, maar ook andere brandstoffen zoals methanol en zelfs gewone benzine kunnen gebruikt worden. Binnen de brandstofcel komt waterstof in contact met zuurstof, waardoor er een reactie plaatsvindt. Hierdoor ontstaan waterdamp en elektriciteit.
De elektriciteit wordt gebruikt om de voeding van een elektrisch apparaat, zoals een elektromotor (in een voertuig) van stroom te voorzien. De stoom kan eenvoudig in de vorm van water worden afgevoerd.
De waterstof wordt opgeslagen in de waterstoftanks van de auto.
Het rendement van de brandstofcel is hoger dan de bestaande energieopwekkers.
In feite is de brandstofcel er langer dan de accu of de verbrandingsmotor. Hij is halverwege de 19e eeuw uitgevonden. Pas aan het einde van de 20e eeuw werd de techniek beschikbaar om de brandstofcel in de praktijk te kunnen laten werken.

## Toepassingen
Het prototype dat waarschijnlijk het beste beeld van de toekomst van de brandstofcelauto geeft is de Hy-wire van GM. De naam is een samentrekking van "Hydrogen" (waterstof) en "drive-by-wire". Niet alleen GM gebruikt de brandstofcel: Mercedes-Benz, Mazda en BMW, bijvoorbeeld, hebben alle geëxperimenteerd met de brandstofcel.
Een andere toepassing is het gebruik van de brandstofcel in bussen, onder meer door Mercedes-Benz en MAN.